# Oficio (profesión)

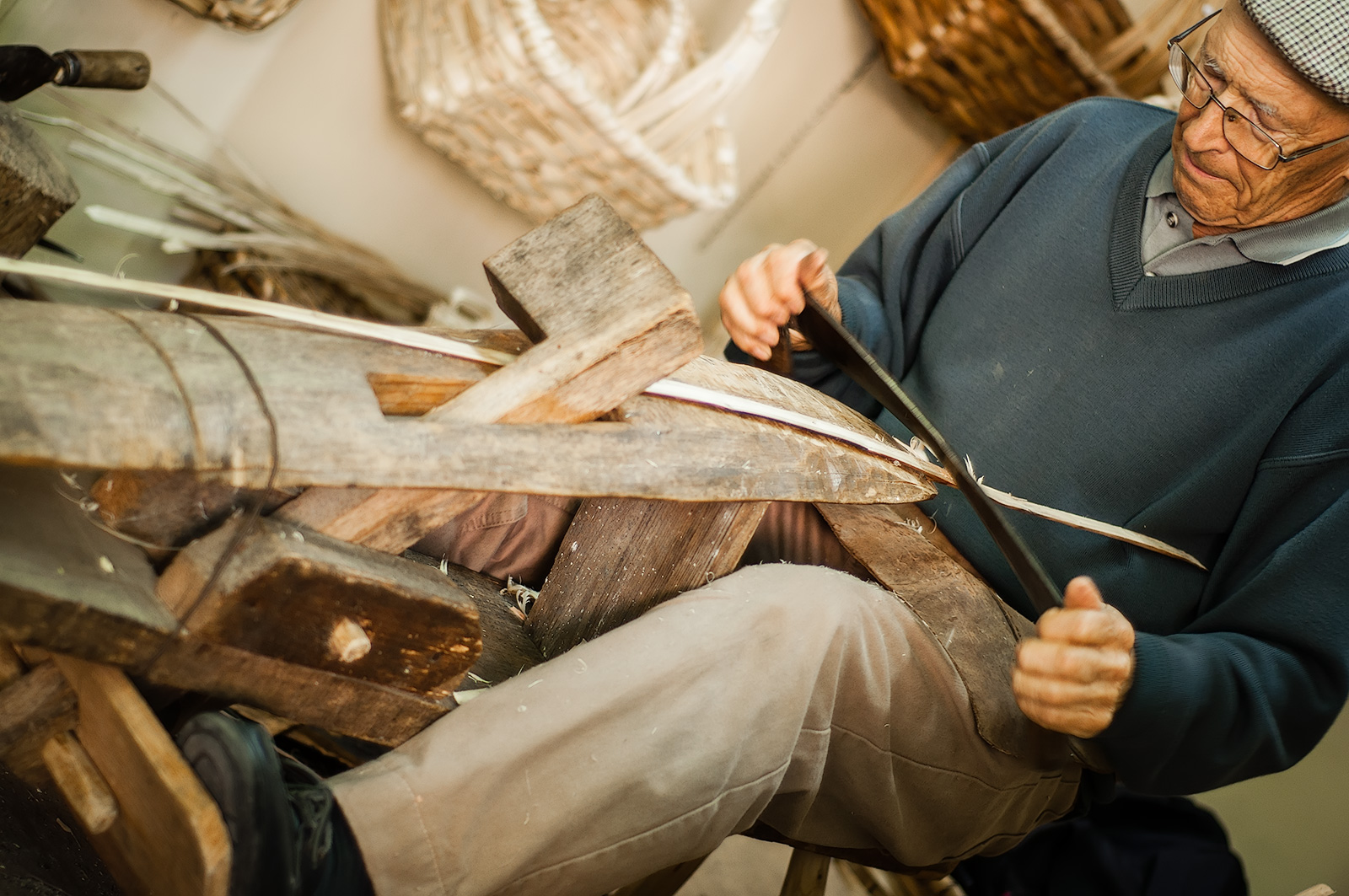
Oficio artesanal tradicional.

Un oficio (del latín «officium») es la ocupación habitual, trabajo, profesión, cargo o función laboral; tiene su origen de uso en la clasificación social de los llamados en la antigüedad oficios viles y mecánicos; también, en su vertiente de ocupación gremial puede relacionarse como sinónimo de sindicato de oficio o de oficios varios. En la sociedad contemporánea occidental queda regulada su formación por las escuelas y academias de artes y oficios (como las denominadas oficialmente Escuelas Taller y Casas de Oficios, Escuela de Artes y Oficios o instituciones más clásicas como el Conservatorio Nacional de Artes y Oficios francés).